# Brajkovići (miasto Pazin)
Brajkovići – wieś w Chorwacji, w żupanii istryjskiej, w mieście Pazin. W 2011 roku liczyła 353 mieszkańców.